# 리히텐슈타인 후자 필리프
리히텐슈타인 후자 필리프(Prince Philipp of Liechtenstein, 1946년 8월 10일 ~ )는 리히텐슈타인의 후자이다. 리히텐슈타인 후작 프란츠 요제프 2세와 게오르기나 폰 빌체크의 4남 1녀 중 차남이며, 현재 재위 중인 리히텐슈타인 후작 한스아담 2세의 첫째 남동생이다.